# Єжи Борковський
Єжи Борковський (пол. Jerzy Borkowski; ? — 31 липня 1675) — польський шляхтич, військовик, війт Вишнівця.

## Життєпис
Предки осіли на Волині. Батько — Ян Борковський (пом. 1633), полковник королівський, мати — Анна з Ґурки Фірлей-Ґурська.
Замолоду служив у війську, брав участь у походах («виправах») короля Яна II. 1667 року був ротмістром Його Королівської Милости. У 1669 році разом з волинською шляхтою підписав вибір королем Міхала Корибута Вишневецького. Наприкінці життя купив війтівство у Вишнівці.
Під час польсько-турецької війни 1672–76 влітку 1675 року керував імпровізованою обороною замку у Вишнівці від війська Ібрагіма Шишман-паші. 11 діб невелика залога замку не дозволяла взяти його переважним силам турків і татар. 31 липня 1675 року взятий у полон. Мешканці, зокрема, вдова війта Зузанна з Тишок Тишецька гербу Равич, потрапили в ясир. Її викупили після війни родичі, які повернулася додому.
Успадкував по батькові села Зелена Криниця, Білка, пол. Trzecienniki (Кам'янецький повіт).
Мав сина Яна — вояка часів короля Яна III Собеського, полковника часів Сасів.